# Gunface
Gunface är en rocklåt med tydligt markerat beat och går som spår fem på Rolling Stones album Bridges to Babylon, utgiven 29 september 1997. Låten skrevs av Mick Jagger och Keith Richards och spelades in mellan mars och juli 1997.
Texten handlar om en mans vrede över en kvinna som svikit honom. Allt han lärt henne är inte något värt och han planerar att hämnas, eftersom hon åsamkat honom smärta. "I taught her everything / I'm gonna teach her how to cry" ("Jag lärde henne allt / Jag ska lära henne hur man gråter", sjunger Jagger i en strof och refrängen på den fem minuter och två sekunder långa låten lyder: "I'll stick a gun in your face / You'll pay with your life".("Jag ska sticka ett gevär i ansiktet på dig / Du ska få betala med ditt liv").

## Medverkande musiker
- Mick Jagger - sång och elgitarr
- Keith Richards - elgitarr
- Ron Wood - slidegitarr
- Charlie Watts - trummor
- Danny Sable - elgitarr, elbas och keyboard
- Jimmy Keltner - slagverk

## Källa
- http://www.keno.org/stones.lyrics/gunface.html